# Tonya Finosu
I cani Tonya Finosu o Fino of Tonya o kobi hanno forse un'origine Ucraina; è una razza in diminuzione.
Il colore è solamente bianco; somiglia al tedesco White Spitz, al Japanese Spitz o al Volpino Italiano.
Nasce come cane da compagnia è molto energico e giocherellone anche con i bambini, ma è sospettoso e rumoroso con gli estranei. Raggiunge la maturità e la taglia adulta intorno all'anno di età.